# Vieux château de Banská Štiavnica
Le Vieux Château de Banská Štiavnica (en slovaque : Starý zámok), également connu sous le nom de château de la ville de Banská Štiavnica (en slovaque Mestský hrad v Banskej Štiavnici), est une forteresse située dans la ville slovaque de Banská Štiavnica (en allemand Schemnitz). Il est situé dans le centre-ville sur le versant du mont Paradajs à environ 630 m d'altitude et a été créé au tournant des XVe et XVIe siècles par la reconstruction et la fortification de l'ancienne église paroissiale.
Le château est l'un des points dominants de la ville et le siège du Musée slovaque de la Mine.

## Histoire

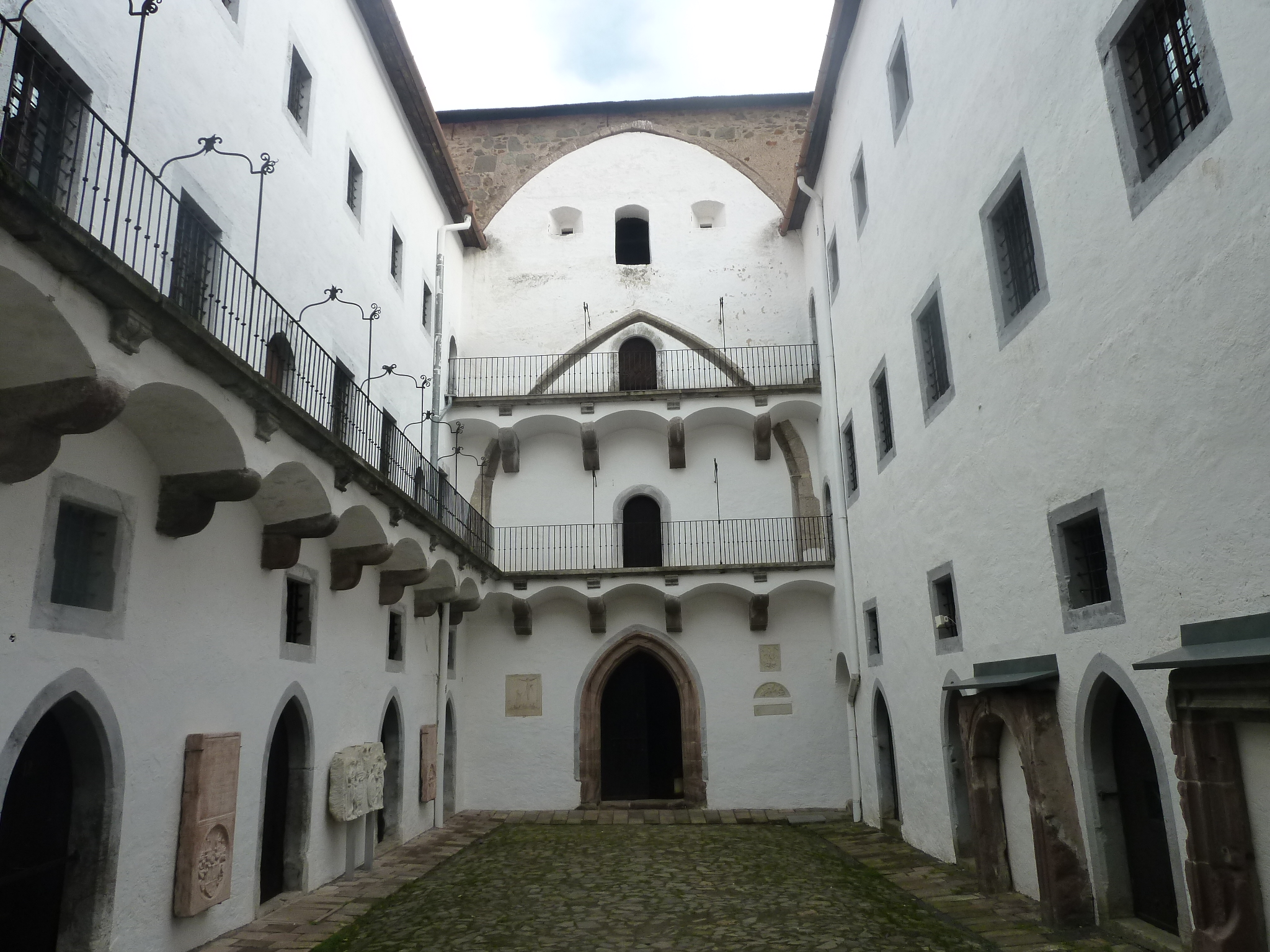
Cour intérieure de la forteresse

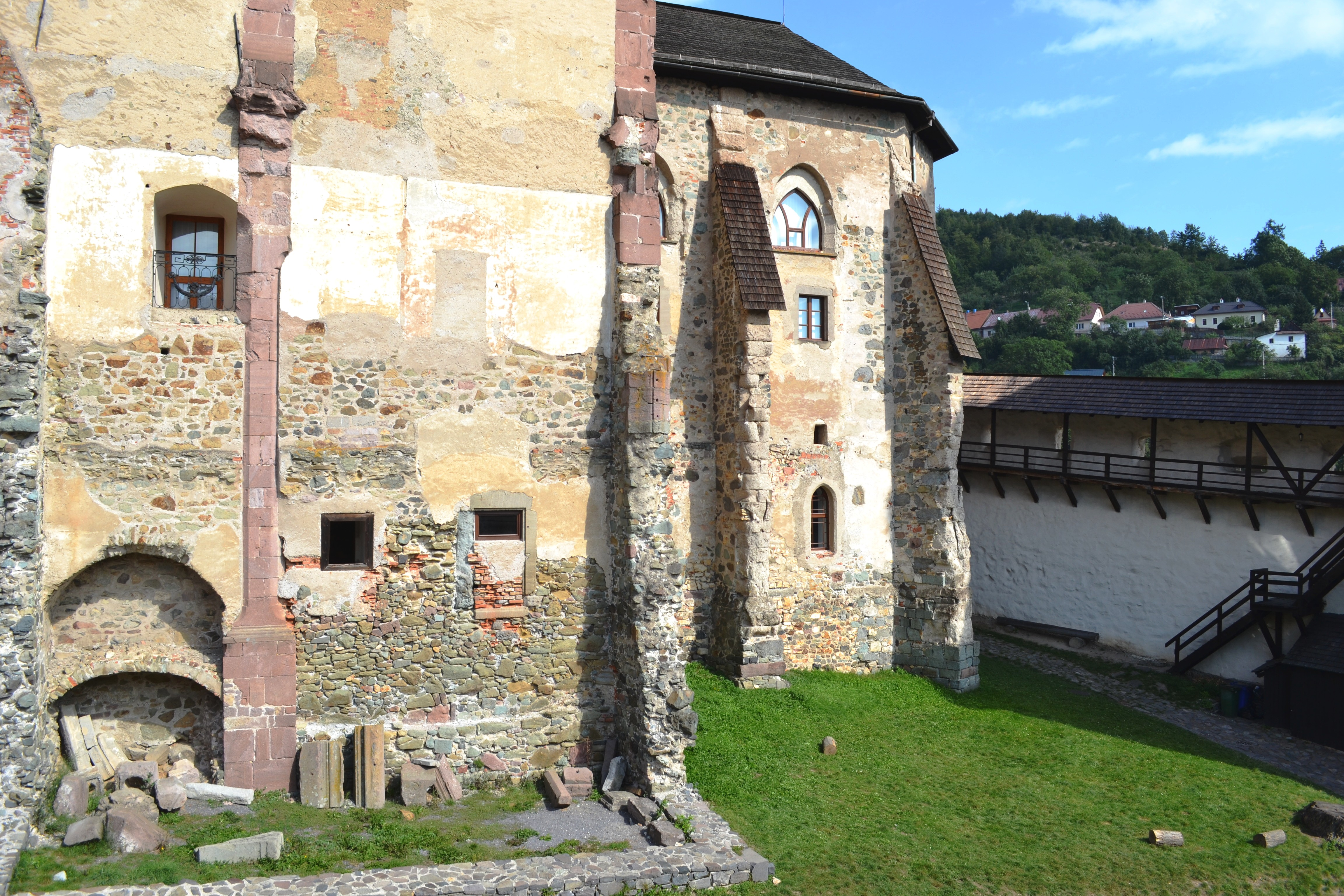
Chapelle et mur extérieur (à droite)

Le cœur de la forteresse est l'église de la Vierge Marie, une basilique romane à trois nefs avec une tour orientée à l'ouest du début du XIIIe siècle. Après un fort tremblement de terre en 1443, l'église fut reconstruite plusieurs fois et fortifiée à plus grande échelle entre 1492 et 1515. L'ossuaire Saint-Michel, également du XIIIe siècle ainsi que la tour résidentielle ont été incorporés dans le nouveau bâtiment. Même alors, l'église a reçu des bastions et des meurtrières. Lorsque les Ottomans occupèrent une grande partie de ce qui était alors le royaume de Hongrie après la bataille de Mohács en 1526, il fut décidé de fortifier à la hâte l'église qui venait d'être reconstruite. Au cours de ces travaux, la voûte de l'église a été supprimée et l'église transformée en un palais à quatre ailes avec une cour intérieure qui a remplacé la nef principale de l'église. L'église précédente était surélevée d'un étage et pourvue de tours d'angle.
D'autres travaux ont eu lieu dans les années 1560 et la dernière grande rénovation en 1777, qui consistait principalement en la refonte baroque de la tour d'entrée. Quand la fonction de forteresse cessa au XIXe siècle, l'ensemble immobilier et ses parties étaient utilisés à diverses fins : pour les besoins de la police municipale, comme archives municipales, bibliothèque, salle de sport, mais aussi comme glacière pour les bouchers. Le 1er juillet 1900, le Vieux Château devint le siège du Musée Municipal et depuis 1950, il est un monument culturel national.

## Usage actuel

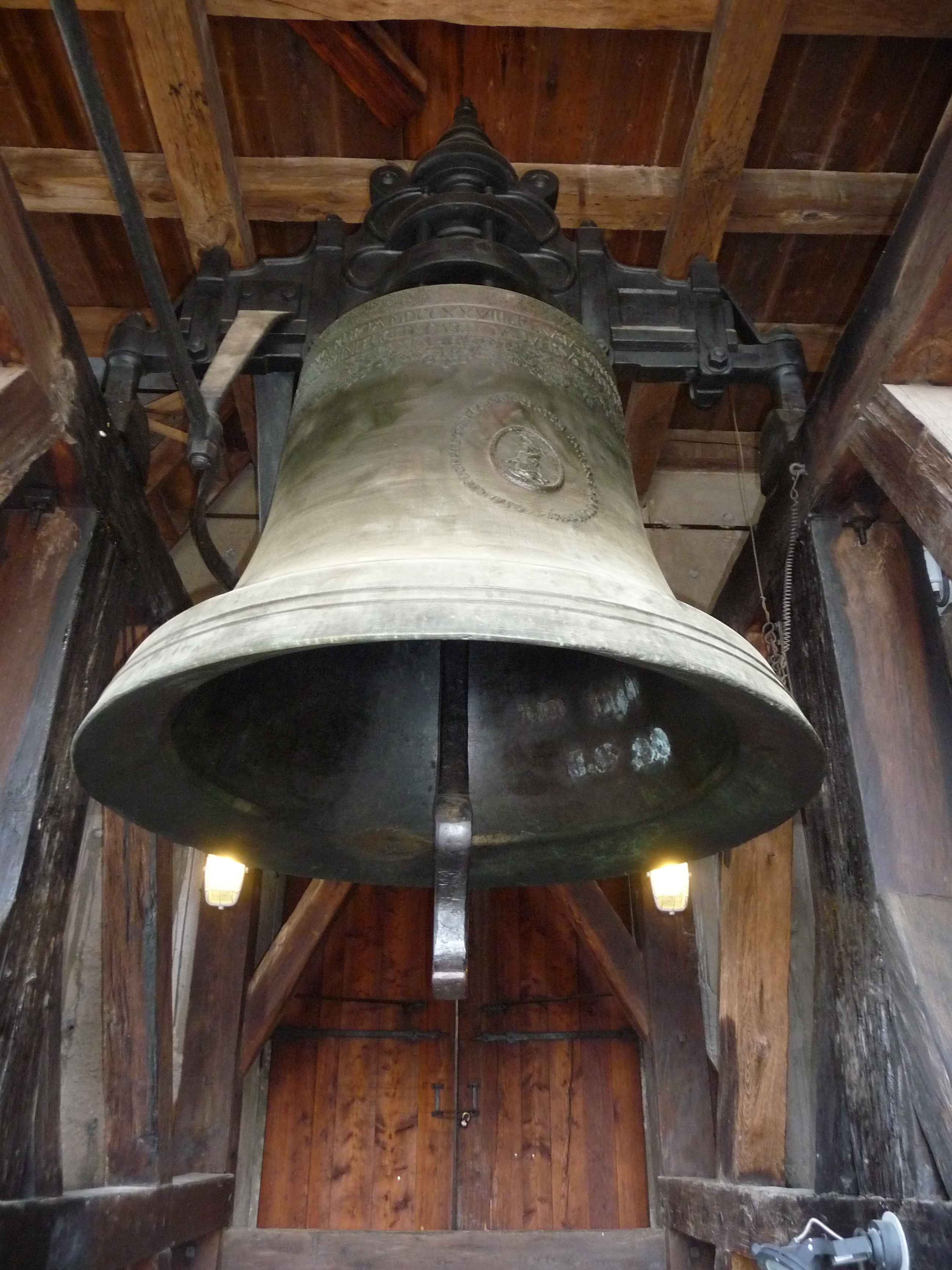
Grosse cloche dans la tour d'entrée.

Depuis que la forteresse a été reconstruite au XVIe siècle, il n'a pas été attaqué par les troupes ottomanes ou autres mais, à part la tour d'entrée, il est resté dans son état d'origine. Aujourd'hui, la forteresse abrite le musée slovaque de la mine avec une exposition archéologique, une réplique d'un autel gothique tardif, un atelier de forgeron, une exposition d'horloges, des expositions de sculptures baroques et une salle de torture médiévale. De plus, des programmes culturels et des représentations théâtrales ont lieu en été.

## Liens web
- Notices d'autorité :   - VIAF
  - Tchéquie
- Entrée sur pamiatky.net (slovaque)
- Site du Musée de la Mine
- Vieux Château de Banská Štiavnica sur slovakia.travel (allemand)